# NATO Response Force

NATO Response Force (NRF) is een snelle reactie-eenheid van de NAVO die snel en wereldwijd inzetbaar is. Ze bestaat uit land, lucht, zee en speciale strijdkrachten. 
Vanaf het moment dat de NRF in oktober 2006 volledig operationeel werd, beschikte ze over 25.000 manschappen die binnen vijf dagen wereldwijd zouden kunnen worden ingezet en voor minimaal 30 dagen actief zouden kunnen zijn.

## Ontstaan van NRF
Met het einde van de Koude Oorlog verdween de behoefte aan grote hoeveelheden eenheden die op een plek gestationeerd zijn. In september 2002 kwam de Amerikaanse minister van defensie Rumsfeld met een voorstel om een NATO rapid reaction force te creëren. Tijdens NAVO bijeenkomst in Praag in november 2002 werd het initiatief genomen om de NATO Response Force op te richten.

## Very High Readiness Joint Task Force (VJTF)
Tijdens de NAVO-top in Wales in 2014 besloten de NAVO-leiders tot het oprichten van een Very High Readiness Joint Task Force (VJTF). De VJTF is een eenheid die in permanente staat van paraatheid verkeert en daardoor meteen en als eerste kan worden ingezet bij dreiging tegen de soevereiniteit van de NAVO. De eenheid zou gaan bestaan uit een landmachtbrigade van ongeveer 5000 soldaten, ondersteund door luchtmacht- en marine-eenheden en speciale eenheden. Verder zou de VJTF ondersteund worden door nog twee landmachtbrigades als snelle interventiemacht bij een grote crisis. 
In totaal zou de NATO Response Force een omvang krijgen van ongeveer 30.000 soldaten.

## Missies en oefeningen

### Missies
- Orkaan Katrina, augustus 2005
- NAVO rampenherstel in Pakistan, oktober 2005

### Oefeningen
- Doganbey 2003
- Destined Glory 2004
- Iron Sword, Loyal Midas  2005
- Brilliant Mariner 2006
- Steadfast Jaguar 2006
- Noble Mariner, Noble Award and Kindred Sword 2007
- Noble Ledger 2014

## Inzet
Op 25 februari 2022, een dag na het begin van de Russische invasie van Oekraïne, besloten regeringsleiders van de NAVO dat de NRF voor het eerst daadwerkelijk zou worden ingezet. Er zouden enkel duizenden militairen naar de NAVO-lidstaten in Oost-Europa worden gestuurd.